# Пашківка (Ніжинський район)
Пашкі́вка — село в Україні, у Талалаївській сільській громаді Ніжинського району Чернігівської області. Населення становить 227 осіб. До 2019 орган місцевого самоврядування — Безуглівська сільська рада.

## Історія
У виданні «Переписні книги 1666 року / пригот. до вид. і зредагував В. О. Романовський. — К. : УАН, 1933. — 423 с.» на стор. 262–263 про мешканців с. Пашківки подані такі відомості: «Савка Млодов пашет лошедю. Леско Григорев пашет лошедю. Савка Замуленко пашет лошедю. Ивашко Струченко пашет лошедю. Якимко Игнатев пашет лошедю. Гурко Захожий пашет волом. Грицко Остапенко пашет волом. Петрунка Остапенко пашет лошедю. Аношка Фоминчишин пашет волом. Филка Коломыец пашет лошедю. Того ж села бобыль Аниско Фомин». Таку саму інформацію подано в статті Петра Пирога "Перепис населення українських міст XVII ст." (с. 37) 
Видання «Реабілітовані історією» (Чернігівська область)  (Т.1-6: А-О) подає інформацію про пашківців, яких було репресовано, а згодом реабілітовано. Серед них: Банк Ілля Антонович (Т.2, с.653), Гребенюк Тарас Федорович (Т.4, с.362), Динько Микита Сидорович (Т.4, с.374), Євтушенко Трохим Олексійович (Т.5, с.27), Костянецький Яків Григорович (Т.5, с.508), Кот Антон Пилипович (Т.5, с.511), Лавриненко Онисій Микитович (Т.6, с.198), Міщенко Іван Петрович (Т.6, с.455).
У статті Інни Гавриленко "Діяльність народних шкіл на Ніжинщині в період німецької окупації 1941–1943 років" із посиланням на архівні дані зазначено: "Народні школи були відкриті також у селах Ніжинського району. Відомо, що 1 квітня 1942 р. розпочалося навчання в Пашківській народній школі. Тут було 5 класів (2, 3-А, 3-Б, 4-А та 4-Б). Школу за списками повинні були відвідувати 88 учнів, але з них фактично ходили лише 66, за відомостями вивчений матеріал станом на кінець травня 1942 р. засвоїли лише 57 учнів. Невстигання пояснювалися поганим відвідуванням, головне – через домашні обставини (відсутність одягу, взуття; використання школярів на сільськогосподарських роботах удома тощо). В Пашківській народній школі працювало 4 вчителі: Науменко О.М., Губська Т.І., Рякун О.А., Губський В.І., кожен із котрих, крім викладання, був також класоводом. Позаяк класів було п’ять, Олександра Андріївна Рякун була керівником 3-Б та 4-Б класів". (с. 12). "Складним було матеріальне становище шкіл району... У звіті Пашківської школи зазначено: «Для проведення ремонту на місці ніяких матеріалів нема, крім соломи. Палива в школі нема. Здобути на місці палива не можна»" (там само).
|  |  |  |  |
|  |  |  |  |
|  |  |  |  |
|  |  |  |  |
|  |  |  |  |

## Населення
| 230 | 227 |

### Мова
Розподіл населення за рідною мовою за даними перепису 2001 року:
| Мова       | Кількість | Відсоток |
| ---------- | --------- | -------- |
| українська | 225       | 99.12%   |
| російська  | 2         | 0.88%    |
| Усього     | 227       | 100%     |

## Люди
- У селі народився та був похований Іван Зязюн (1938–2014) — академік Національної академії педагогічних наук України, доктор філософських наук, професор, перший міністр освіти і науки незалежної України.
- У 1946 році у Пашківці народився Народний артист України Володимир Богомаз, соліст Київського театру оперети.
- У селі народився Шуст Олексій Іванович - невролог, мануальний терапевт, лікар вищої категорії.
- 1949 року в Пашківці народилася Любов Карпенко, українська поетеса, член Національної спілки письменників України.